# Shinji Higuchi
Shinji Higuchi (樋口 真嗣, Higuchi Shinji, nascut el 22 de setembre de 1965) és un cineasta japonès. Conegut pels seus èxits de taquilla tokusatsu, Higuchi és considerat un dels principals cineastes japonesos del segle XXI.
Higuchi es va fer conegut pel seu treball a Gamera: Daikaijū Kūchū Kessen, pel qual va guanyar el premi especial de tecnologia al 19è Premis de l'Acadèmia de Cinema del Japó. El 2005, va fer el seu debut com a director a Lorelei: The Witch of the Pacific Ocean. El seu segon llargmetratge, Sinking of Japan (2006), va ocupar el segon lloc als Premis Bunshun Kiichigo Awards. La seva adaptació cinematogràfica en dues parts d'imatge real de la sèrie de manga de Hajime Isayama, Attack on Titan, el 2015, va guanyar l'Excel·lència en teatre. Premi pel·lícula d'acció en directe als premis VFX-JAPAN 2016. El 2017, Higuchi i Hideaki Anno van guanyar el Director de l'Any al 40ns Premis de l'Acadèmia de Cinema del Japó, pel seu treball a la pel·lícula de 2016 kaiju, Shin Godzilla. La seva pel·lícula de 2022, Shin Ultraman, va ser un gran èxit a Japó, i ha rebut crítiques generalment positives de la crítica internacional.

## Biografia
i ha rebut crítiques generalment positives de la crítica internacional, a Shinjuku, Tòquio, Japó . Quan Higuchi estava a l'escola secundària, la seva tia el va portar a fer una gira pels Toho Studios, on va treballar en anuncis publicitaris. En veure l'equip d'efectes especials de Toho a la feina, Higuchi es va inspirar i va visitar freqüentment els platós de rodatge.
El 2019, Higuchi va dir als entrevistadors francesos sobre la seva educació: "Al final del batxillerat, quan vaig haver de superar les proves d'accés a les universitats, ho vaig suspendre tot. Però com que estava en un institut molt popular, els líders de l'escola es van negar a deixar-me marxar amb les mans buides [riu] Així que em van dir: 'has d'aprovar un examen, qualsevol!' Vaig acabar aprovant l'examen d'accés a l'oficina de correus japonesa, com a funcionari em van ordenar, treballant en un magatzem."
Higuchi va entrar a la indústria cinematogràfica japonesa el 1984, treballant com a assistent de model a The Return of Godzilla. Dos anys més tard, va dirigir els efectes especials de la pel·lícula tokusatsu de  Daicon Yamata no Orochi no Gyakushū.
Com a membre clau de Daicon/Gainax, va tenir un paper important en la creació d'una de les sèries d'anime més populars, Neon Genesis Evangelion (1995). Va ser escriptor i director d'art/guionista de la sèrie. També va ser l'homònim del protagonista de l'espectacle, Shinji Ikari. Més tard va interpretar la veu d'un músic modelat a si mateix en dos episodis de Karekano.
Higuchi va fer el seu debut com a director l'any 1992 amb la pel·lícula de desastres The Day the Sun Fissured: The Great Tokyo Earthquake que va produir per a Departament de Bombers de Tòquio.

### Assumptes personals
Higuchi dona suport a la caça de balenes al Japó i el consum de carn de balena en general, i ha aparegut a la pel·lícula documental a favor de la caça de balenes del 2023 de Keiko Yagi, el director de la pel·lícula de 2015 Behind The Cove. El documental de 2023 presentava l'afirmació a favor de la caça de balenes per destacar la necessitat de la caça de balenes per controlar l'ecosistema marí per evitar la disminució de peixos. les poblacions de balenes, que van afectar en gran manera l'opinió pública pel que fa als problemes al Japó. L'Agència de Pesca del Japó va retirar la reclamació el 2009 a la reunió anual de la Comissió Balenera Internacional, però després no la va corregir a nivell nacional. Yagi i Higuchi van comentar que "Godzilla està estretament relacionat amb balenes i qüestions ambientals en la denominació del personatge i altres aspectes", i va expressar el seu suport a la caça de balenes i opinions escèptiques cap al veganisme.

## Filmografia
| Any  | Títol                                                | Director | SFX director | Artista de Storyboard | Miscel·lània | Notes                          | Ref(s) |
| ---- | ---------------------------------------------------- | -------- | ------------ | --------------------- | ------------ | ------------------------------ | ------ |
| 1984 | The Return of Godzilla                               | No       | No           | No                    | Sí           | Ajudant de modelatge           | [ 7 ]  |
| 1985 | Yamata no Orochi no Gyakushū                         | No       | Sí           | No                    | No           |                                | [ 10 ] |
| 1987 | Royal Space Force: The Wings of Honnêamise           | No       | No           | No                    | Sí           | Director assistent             | [ 27 ] |
| 1988 | Tokyo: The Last Megalopolis                          | No       | No           | Sí                    | No           |                                | [ 28 ] |
| 1988 | Gunbuster                                            | No       | No           | Sí                    | No           |                                | [ 29 ] |
| 1991 | The Cat                                              | No       | Sí           | No                    | No           | Amb Kazuo Sagawa; no acreditat |        |
| 1991 | Mikadroid                                            | No       | Sí           | No                    | No           |                                | [ 30 ] |
| 1992 | The Day the Sun Fissured: The Great Tokyo Earthquake | Sí       | No           | No                    | No           |                                | [ 10 ] |
| 1994 | Giant Robo: The Day the Earth Stood Still            | No       | No           | Sí                    | No           |                                |        |
| 1995 | Gamera: Daikaijū Kūchū Kessen                        | No       | Sí           | No                    | No           |                                | [ 10 ] |
| 1995 | Neon Genesis Evangelion                              | No       | No           | Sí                    | Sí           | Guionista                      | [ 31 ] |
| 1996 | Space Ship Remnant 6                                 | No       | Sí           | No                    | No           |                                | [ 32 ] |
| 1996 | Gamera 2: Attack of Legion                           | No       | Sí           | No                    | No           |                                | [ 33 ] |
| 1997 | The End of Evangelion                                | No       | Sí           | No                    | No           |                                | [ 34 ] |
| 1998 | Love & Pop                                           | No       | Sí           | No                    | No           |                                | [ 35 ] |
| 1999 | Gamera 3: Revenge of Iris                            | No       | Sí           | No                    | No           |                                | [ 36 ] |
| 1999 | Betterman                                            | No       | No           | Sí                    | No           |                                |        |
| 2000 | Sakuya: Slayer of Demons                             | No       | Sí           | No                    | No           |                                | [ 37 ] |
| 2001 | Pistol Opera                                         | No       | Sí           | No                    | No           |                                | [ 38 ] |
| 2001 | The Princess Blade                                   | No       | Sí           | No                    | No           |                                | [ 39 ] |
| 2003 | Pokémon: Jirachi—Wish Maker                          | No       | No           | Sí                    | No           |                                | [ 40 ] |
| 2003 | Dino Crisis 3                                        | No       | No           | Sí                    | No           |                                |        |
| 2003 | Dragon Head                                          | No       | No           | No                    | Sí           | Dissenyador d’efectes visuals  | [ 41 ] |
| 2005 | Lorelei: The Witch of the Pacific Ocean              | Sí       | Sí           | No                    | No           |                                | [ 10 ] |
| 2006 | Sinking of Japan                                     | Sí       | No           | No                    | No           |                                | [ 10 ] |
| 2006 | Onimusha                                             | No       | No           | Sí                    | No           |                                |        |
| 2007 | Evangelion: 1.0 You Are (Not) Alone                  | No       | No           | Sí                    | No           |                                | [ 42 ] |
| 2008 | Hidden Fortress: The Last Princess                   | No       | No           | Sí                    | No           |                                | [ 7 ]  |
| 2009 | Evangelion: 2.0 You Can (Not) Advance                | No       | No           | Sí                    | No           |                                | [ 43 ] |
| 2010 | Monster Magnitude: 9                                 | Sí       | No           | No                    | Sí           | Guionista                      |        |
| 2012 | Giant God Warrior Appears in Tokyo                   | Sí       | No           | No                    | No           |                                | [ 44 ] |
| 2012 | The Floating Castle                                  | Sí       | No           | No                    | No           |                                | [ 45 ] |
| 2012 | Evangelion: 3.0 You Can (Not) Redo                   | No       | No           | Sí                    | No           |                                | [ 46 ] |
| 2013 | Kill la Kill                                         | No       | No           | Sí                    | No           |                                |        |
| 2014 | Garm Wars: The Last Druid                            | No       | No           | Sí                    | No           |                                | [ 47 ] |
| 2015 | Attack on Titan                                      | Sí       | No           | No                    | No           |                                | [ 48 ] |
| 2015 | Attack on Titan: End of the World                    | Sí       | No           | No                    | No           |                                | [ 49 ] |
| 2016 | Shin Godzilla                                        | Sí       | Sí           | Sí                    | No           |                                | [ 50 ] |
| 2018 | Dragon Pilot: Hisone and Masotan                     | Sí       | No           | No                    | No           |                                | [ 51 ] |
| 2020 | The 12 Day Tale of the Monster that Died in 8        | No       | No           | No                    | Sí           | Història original              | [ 52 ] |
| 2021 | Evangelion: 3.0+1.0 Thrice Upon a Time               | No       | No           | Sí                    | No           |                                | [ 53 ] |
| 2022 | Ribbon                                               | No       | Sí           | No                    | No           |                                | [ 54 ] |
| 2022 | Shin Ultraman                                        | Sí       | No           | No                    | No           |                                | [ 55 ] |
| 2022 | Kamen Rider Black Sun                                | No       | No           | No                    | Sí           | Dissenyador de concepte visual | [ 56 ] |
| 2023 | Baian the Assassin, M.D.                             | No       | No           | No                    | Sí           | Creador de tràiler             | [ 57 ] |
| 2023 | Baian the Assassin, M.D. 2                           | No       | No           | No                    | Sí           | Creador de tràiler             | [ 58 ] |
| 2023 | Kyrie                                                | No       | No           | No                    | Sí           | Actor                          | [ 59 ] |
| 2024 | Brush of the God                                     | No       | No           | No                    | Sí           | Actor                          | [ 60 ] |
| TBA  | The Bullet Train                                     | Sí       |              |                       |              |                                | [ 61 ] |

## Premis
| Cerimònia anual                             | Any  | Treball(s)                    | Categoria           | Resultat  | Note(s)           | Ref.   |
| ------------------------------------------- | ---- | ----------------------------- | ------------------- | --------- | ----------------- | ------ |
| Premi de l'Acadèmia de Cinema del Japó      | 1996 | Gamera: Daikaijū Kūchū Kessen | Tecnologia especial | Guanyador |                   | [ 62 ] |
| Premi de l'Acadèmia de Cinema del Japó      | 2013 | The Floating Castle           | Director de l'any   | Nominat   | With Isshin Inudo | [ 63 ] |
| Premi de l'Acadèmia de Cinema del Japó      | 2017 | Shin Godzilla                 | Director de l'any   | Guanyador | With Hideaki Anno | [ 64 ] |
| Line News Awards                            | 2022 |                               | Persona cultural    | Guanyador |                   | [ 65 ] |
| 46ns Premi de l'Acadèmia de Cinema del Japó | 2023 | Shin Ultraman                 | Director de l'any   | Nominat   |                   | [ 66 ] |

## Enllaços extens
- 樋口真嗣 (Shinji Higuchi) a Japanese Movie Database (japonès)